# 570 Kythera
570 Kythera је астероид. Приближан пречник астероида је 102,81 km,
а средња удаљеност астероида од Сунца износи 3,421 астрономских јединица (АЈ).
Инклинација (нагиб) орбите у односу на раван еклиптике је 1,784 степени, а орбитални период износи 2311,379 дана (6,328 година). Ексцентрицитет орбите астероида износи 0,121.
Апсолутна магнитуда астероида износи 8,81 а геометријски албедо 0,050.
Астероид је откривен 30. јула 1905. године.